# Temple Run
Temple Run is een populair oneindig computerspel dat werd ontwikkeld en uitgegeven door Imangi Studios. De speler is een ontdekkingsreiziger en probeert een beeld van een god te stelen en wordt achtervolgd door "duivelse apen". Het spel kwam uit op 3 augustus 2011 en is geschikt voor Android, Windows Phone, Windows en iOS. Het spel is voorzien van 3D-tekeningen. Een spin-off van Temple Run is Temple Run: Brave. Dit is een samenwerking van Imangi Studios en Disney ter promotie van de film Brave.

## Gameplay
De speler bestuurt een ontdekkingsreiziger die uit een tempel gejaagd en achternagezeten wordt door een leger apen. De speler moet alsmaar van links naar rechts blijven lopen, onder bomen, over bruggen, rotsen en stenen. De speler bestuurt het figuurtje ofwel door te springen (vinger vooruit glijden), te glijden (vinger naar beneden glijden), te draaien (vinger naar rechts of links glijden) op het juiste tijdstip. Kantelen van het apparaat zorgt ervoor dat het karakter zich kan verplaatsen van links naar rechts of omgekeerd. De wegen zijn voorzien van hindernissen om het niveau te verhogen. Er zijn vlammenwerpers, putten, stukken uit de weg en boomstronken over de weg. De speler moet het figuurtje op tijd laten springen om deze hindernissen te ontwijken, en tevens proberen zo veel mogelijk coins (munten) te veroveren. Sporadisch komt de ontdekkingsreiziger een bonus tegemoet.
De speler kan de volgende personages besturen:
- Guy Dangerous, "een gewone gemiddelde ontdekkingsreiziger" (standaard ontdekkingsreiziger)
- Scarlett Fox, een "sluwe" ontsnap artiest
- Barry Bones, een stad agent "met een attitude"
- Karma Lee, een  ontdekkingsreiziger van het Verre Oosten
- Montana Smith, de tweede grootste ontdekkingsreiziger ooit
- Francisco Montoya, een conquistador
- Zack Wonder, een rugby-ster

## Power-ups
De verzamelde munten kan de speler besteden in de winkel. De speler verschillende bonussen upgraden die hij tegenkomt gedurende het spel. De power-ups, wanneer ze volledig upgradet zijn, zijn:
- Mega munt (ter waarde van 150 munten)
- Munt magneet (vermenigvuldigt muntwaarde met 3)
- Onzichtbaarheid (duurt 30 seconden)
- Boost (voor 750 meter)

## Vervolg
Temple run 2 werd uitgebracht op 17 januari 2013 op de App Store voor iOS. Het werd later uitgebracht op Android op 24 januari 2013. Het vervolg is gelijkaardig als zijn voorganger, maar introduceert nieuwe obstakels: kabelbanen, mijnwagen, houten bruggen en rivieren. Het spel speelt zich af op een nieuwe locatie. Nu kan je ook juwelen verzamelen die je kan gebruiken om je leven te redden. De eerste vier personages van het origineel zijn opnieuw beschikbaar, Guy Dangerous, Scarlett Fox, Barry Bones en Karma Lee. Het spel heeft ook nieuwe power-ups. De drie apen die de speler achtervolgde in het originele spel zijn vervangen door een grote aap.

## Uitgaven
- iPad (2011)
- iPhone (2011)
- Android (2012)
- Windows Phone (2013)